# Mesterdetektív (film)
A Mesterdetektív (eredeti cím: Sleuth) 2007-ben bemutatott brit-amerikai filmdráma Kenneth Branagh rendezésében. A forgatókönyvet Anthony Shaffer Tony-díjas színdarabja alapján Harold Pinter írta. A főszerepben Jude Law és Michael Caine látható. Caine a színdarab első filmváltozatában Law szerepét alakította. Noha az új verziót „remake”-ként emlegetik, Pinter, Branagh, a két színész és a kritikusok is azt hangsúlyozzák, hogy a szkript egyfajta új értelmezése a színműnek, s szinte teljesen eltér tőle és a korábbi filmtől egyaránt. A mesterdetektívet (1972) a forgatókönyvíró nem is látta munkája megkezdését megelőzően.
A film ősbemutatója a 64. Velencei Filmfesztiválon volt, 2007. augusztus 30-án.

## Szereplők
- Andrew Wyke – Michael Caine
- Milo Tindle – Jude Law

## Történet
„Egy milliomos detektívregény-író összeméri szellemi erejét egy munkanélküli színésszel, aki lelépett a feleségével, egy halálosan komoly, komolyan csavaros játékban, veszélyes következményekkel.”[forrás?]

## Remake vagy nem remake?
A legtöbb beszámoló szerint a film az 1972-es remake-je, azonban Pinter forgatókönyve Shaffer darabjának „friss értelmezését” kínálja az eredeti filmtől „nagyon különböző formában.” A film 2007-es Velencei Filmfesztiválon történt bemutatóján adott egyik interjúban elhangzott: „A darab újramunkálása nem csupán értő átültetése a színháznak a mozgóképre, de emellett rávilágít a szociális változásokra, tükrözi az elmúlt 40 év óriási változásait az angol társadalomban, nyelvben és morálban, mióta a darab először tűnt fel London színpadán.”
Law szerint a film „egy teljesen újra-kitalált Mesterdetektív […] Nem érződik remake-nek. Mindig is tetszett az alapötlet, hogy két férfi egy olyan nőért harcol, akiről a néző nem is tud semmit” A színész úgy vélekedik továbbá, „Létrehoztam egy karaktert, nem újraalkottam egy régit.” Caine úgy nyilatkozott, „Sosem éreztem, hogy visszanyúlok a Mesterdetektívhez,” Pinter szkriptjét pedig „egy teljesen eltérő dolognak” nevezte. „Nincs egy árva mondat sem benne az eredetiből, s Pinter nem is látta soha az [1972-es] filmet. Jude Law mutatta meg neki a színdarabot, és azt mondta: 'Írj nekem egy forgatókönyvet'…Teljesen eltérő élmény volt.” A RAI TV-n sugárzott interjúban a velencei filmfesztiválról Caine-n azt állította, „Ha nem Harold Pinter írta volna a forgatókönyvet, nem vállaltam volna a szereplést.”
Pinter véleménye szerint, „Ez egy teljesen más értelmezés. […] Nem láttam s nem is olvastam a darabot, nem láttam a belőle készült filmet sem, úgyhogy nem tudtam róla semmit. Szóval csak egyszerűen elolvastam a darabot és szerintem teljesen át lett alakítva. Megtartottam egy-két elemet a cselekményből, mert muszáj, de ezt leszámítva, szerintem a saját munkám lett.”

## Fogadtatás
Az 1972-es filmmel ellentétben a Mesterdetektívet túlnyomórészt negatívan fogadta a kritika. A Rotten Tomatoes oldalán a közel 110 újságírónak mindössze 36%-a adott pozitív visszajelzést. A végkövetkeztetés szerint a film „egyértelmű és közönséges, semmint izgalmas és eseménydús.” Roger Ebert, a Chicago Sun-Times kritikusa azonban úgy vélte, „A Mesterdetektívben amit Kenneth Branagh ünnepel, az zavarbaejtő, baljós, célzatos anyag két képzett színész kezeiben.”

## Díjak, jelölések
- Velencei Filmfesztivál (2007)
  - díj: Queer Lion – Special Mention – Kenneth Branagh
  - jelölés: Arany Oroszlán – Kenneth Branagh
- Science Fiction, Fantasy és Horror Filmek Akadémiája (2008)
  - jelölés: Szaturnusz-díj (legjobb nemzetközi film)